# 対称連続関数
数学において、函数{\displaystyle f:\mathbb {R} \to \mathbb {R} } が点xで対称連続であるとは、
{\displaystyle \lim _{h\to 0}f(x+h)-f(x-h)=0.}
が成り立つことである。
通常の連続函数は対称連続であるが、その逆は必ずしも真ではない。例えば、函数{\displaystyle f(x)=x^{-2}}は点 {\displaystyle x=0}で対称連続であるが、連続でない。
また、対称微分可能ならば対称連続であるが、その逆は連続函数が必ずしも微分可能でないのと同様に真ではない。